# YK-huset

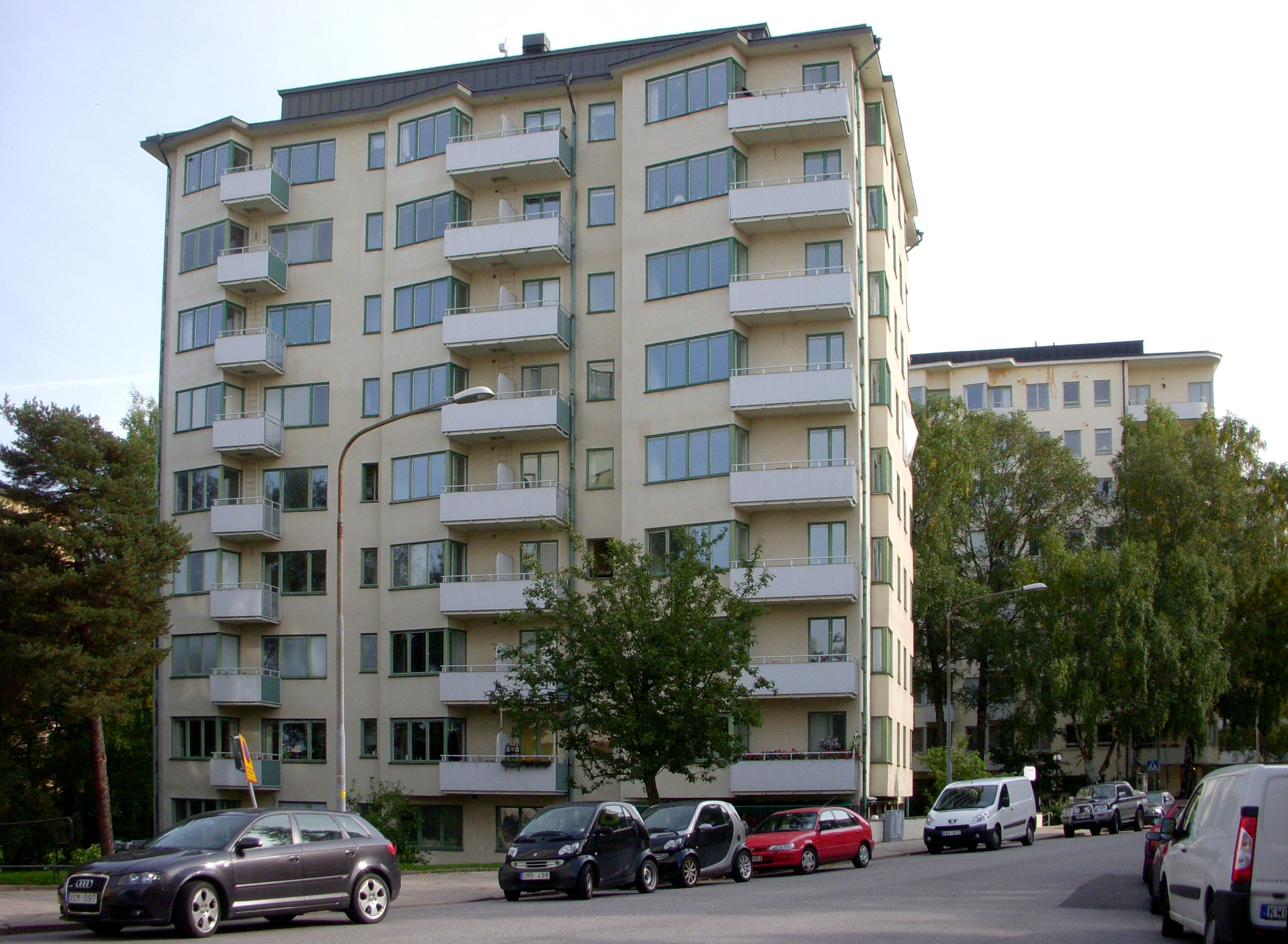
YK-huset vy från Furusundsgatan, 2010.

YK-huset (även Y.K.-huset) är en byggnad vid Furusundsgatan 9 på Ladugårdsgärdet i Stockholm. Huset uppfördes 1939 som kollektivhus för Yrkeskvinnornas Klubb efter ritningar av Albin Stark och Hillevi Svedberg. YK-huset byggdes som en form av servicehus med barnstuga, restaurang och gymnastiksal.

## Bakgrund
Idéerna kring kollektivhus hade 1931 formulerats i propagandaskriften acceptera och fördes fram av Alva Myrdal i Yrkeskvinnors Klubb.  I början på 1930-talet presenterade arkitekt Sven Markelius och Alva Myrdal flera projekt till kollektivhus, exempelvis 1932 i Alvik och 1933 på Kungsklippan, dessa blev dock inte utförda. 1935 realiserade Markelius ett projekt till kollektivhus vid John Ericssonsgatan på Kungsholmen (se Kollektivhuset, John Ericssonsgatan).

## Historik

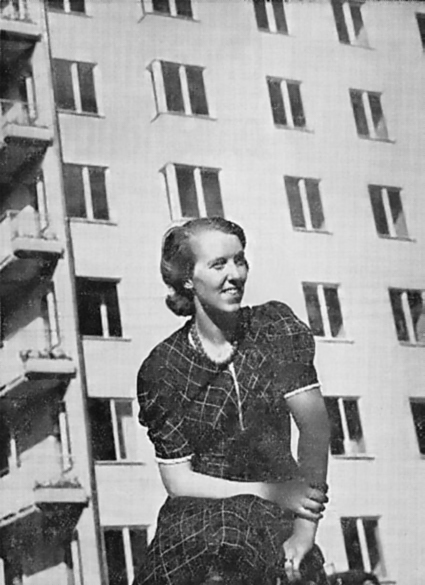
Hillevi Svedberg framför YK-huset.

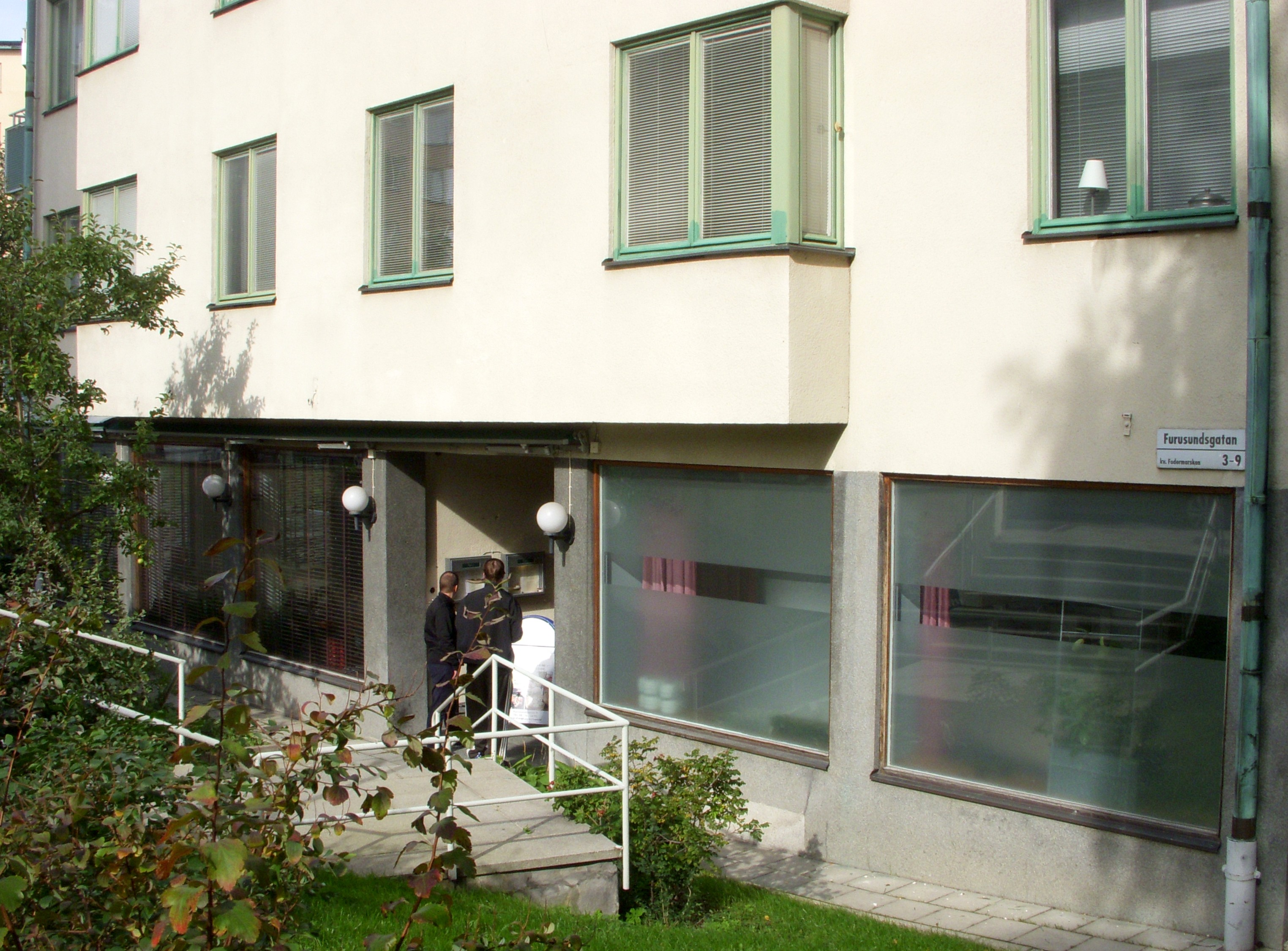
Restaurangen.

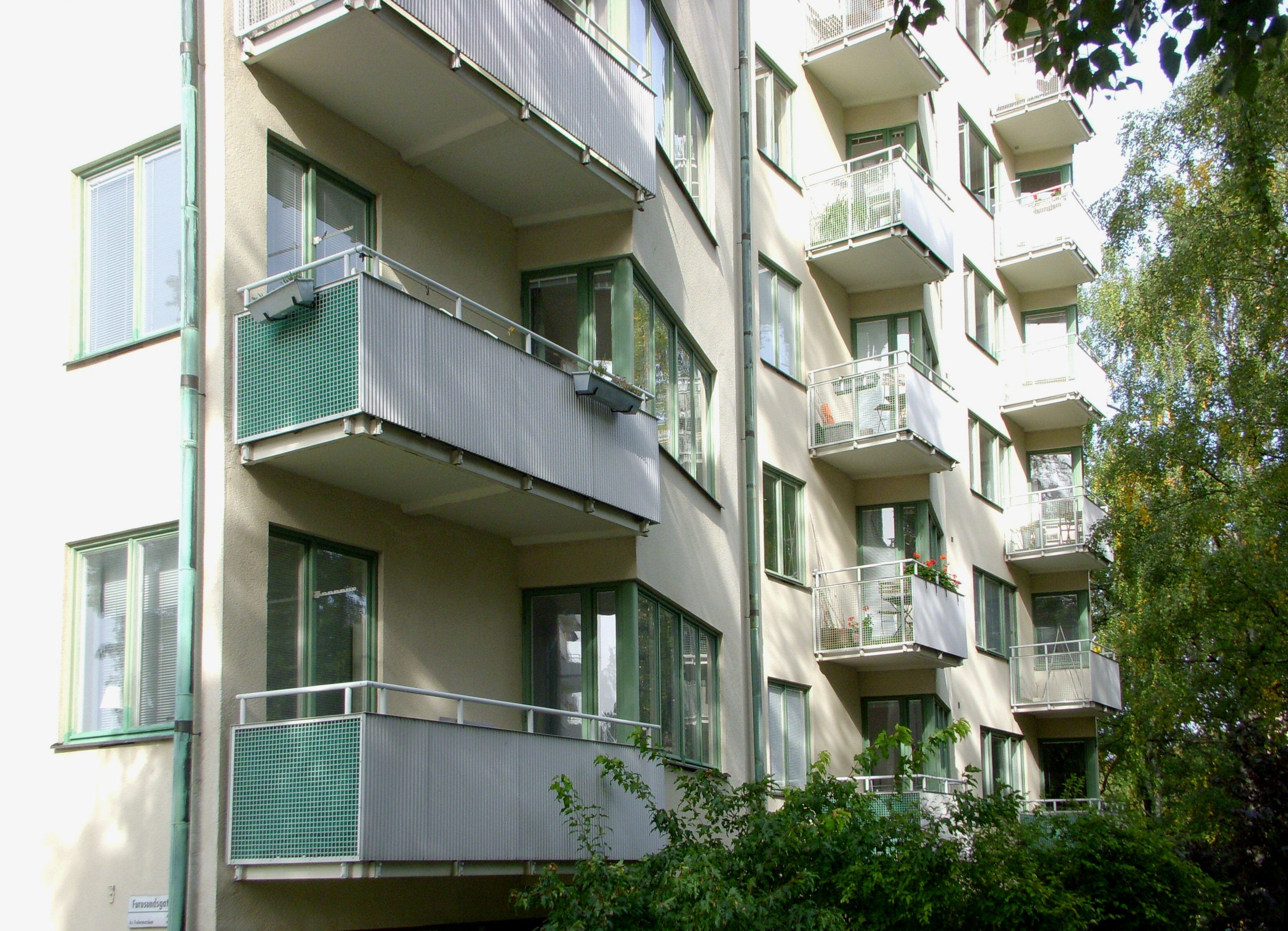
Balkonger, fasad mot öst.

Ytterligare ett projekt förverkligades på Gärdet, det blev det så kallade Y.K.-huset vid Furusundsgatan, ritat av Albin Stark och Hillevi Svedberg. Här ville man ge den yrkesarbetande kvinnan en bostadstyp med god utformning och hög service. Enligt planerna skulle både tvätterskor och städerskor anställas, vilka skulle se till att familjen kom hem till en städad lägenhet med diskat porslin och veckans tvätt ren och struken. En enrumslägenhet inrättades på varje våningsplan avsedd för städpersonalen. Denna service kom dock aldrig att fungera varaktigt.  
Byggnaden gestaltades som ett höghus i funktionalistisk anda. Det innehåller utöver souterrängvåning och entréplan åtta våningsplan samt vind. Varje våningsplan har sju lägenheter som nås via ett centralt trapphus och två hissar. Lägenhetsstorleken varierar mellan 19 m² och 83 m². Alla lägenheter utom de i souterrängvåningen har balkong.
På entréplanet fanns en barnstuga.
I souterrängvåningen fanns tvättstuga och torkrum. På bottenvåningen finns en gemensam restaurang där en fast anställd kokerska kunde ordna kvällsmaten till den hemkomna yrkeskvinnan och hennes familj. Trots att alla lägenheter hade ett kök så skulle man kunna beställa färdiglagad mat från restaurangen, som skickades upp med mathiss till de olika våningsplanen. På entréplanet fanns även mjölkbutik, numer kontor. 
Célie Brunius, ordförande i Yrkeskvinnors Klubb menade i en skrift bland annat: "Vill frun i huset ha främmande behöver hon inte oroa sig för besväret med dukning och servering, inte heller maten behöver hon laga själv, hon slipper således vara en jäktad värdinna".
Restaurangen finns fortfarande (nu som kinesisk restaurang) och man kan fortfarande beställa mat som sedan skickas upp till rätt våningsplan med hjälp av mathiss. I huset bodde bland andra journalisten Barbro Alving, arkitekten Léonie (Lola) Geisendorf, matskribenten Pernilla Tunberger samt litteratur- och kulturhistorikern Axel Strindberg. Även husets arkitekt Hillevi Svedberg, bodde i YK-huset. Huset är numera en bostadsrättsförening.